# Aluata vermell
L'aluata vermell (Alouatta seniculus) és una espècie de simi del subordre Platyrrhini de Sud-amèrica. Es troba a la conca occidental de l'Amazones a Veneçuela, Colòmbia, l'Equador, el Perú, Bolívia i el Brasil. La població del Departament de Santa Cruz a Bolívia ha estat dividida, el 1985, en dues espècies diferents.

## Descripció

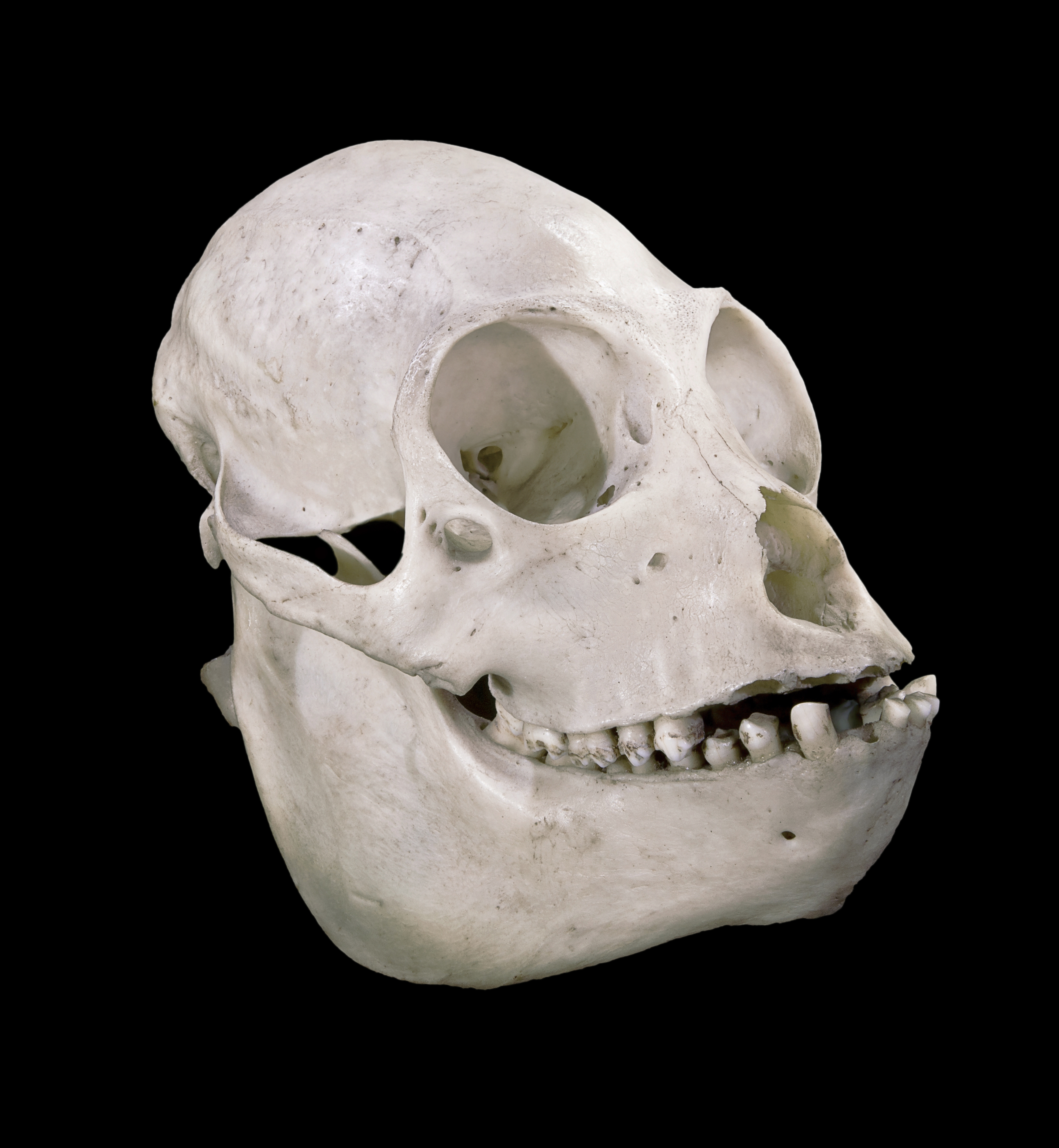
Crani

Hi ha poc dimorfisme sexual. ls mascles fan 49–72 cm de llargada i les femelles 46–57 cm. Els mascles pesen entre 5,4–9 kg, mentre les femelles 4,2–7 kg. Tenen una cua llarga prènsil de 49–75 cm. La cua és coberta de pèl excepte el darrer terç. En ambdós sexes el color és bru vermellós amb canvis de color segons l'edat. La seva cara està envoltada de pèl.
Alouatta seniculus és arborícola i diürn de locomoció principalment quadrúpeda, fa servir la cua per ajudar a desplaçar-se als arbres.

## Subespècies
Tradicionalment n'hi ha 6, Stanyon et al. (1995) conclogueren per la diferència en nombre de cromosomes entre A. s. sara i A. s. arctoidea estava en escala similar que entre A. s. sara i A. s. seniculus per Minezawa et al. (1986).
- Alouatta seniculus seniculus
- Alouatta seniculus arctoidea
- Alouatta seniculus juara